# Periplaneta indica
Periplaneta indica es una especie de cucaracha, un insecto blatodeo de la familia Blattidae.

## Taxonomía
Fue descrito por primera vez en 1908 por Karny. 